# Потър (окръг, Южна Дакота)
Вижте пояснителната страница за други значения на Потър.
Окръг Потър (на английски: Potter County) е окръг в щата Южна Дакота, Съединени американски щати. Площта му е 2327 km², а населението - 2231 души (2017). Административен център е град Гетисбърг.